# Protandrena bachue
Protandrena bachue là một loài Hymenoptera trong họ Andrenidae. Loài này được Gonzalez & Ruz mô tả khoa học năm 2007.